# C/1913 Y1 (Delavan)
C/1913 Y1 (Delavan) – kometa jednopojawieniowa, którą zaobserwowano tuż przed wybuchem I wojny światowej, przez co nazywano ją „kometą wojny”. 

## Odkrycie
Kometa została odkryta 27 października 1913 przez Pablo Delavana.

## Orbita komety i właściwości fizyczne
Orbita komety C/1913 Y1 (Delavan) ma kształt hiperboli o mimośrodzie >1. Jej peryhelium znajdowało się w odległości 1,104 j.a. od Słońca. Nachylenie jej trajektorii do ekliptyki to wartość 68˚.
Jądro tej komety ma rozmiary maks. kilku km.